# Przepustka sezonowa
Przepustka sezonowa (ang. season pass) – rodzaj karnetu umożliwiającego zakup wszystkich DLC, które wydano lub zostaną wydane dla danej gry komputerowej. Zwykle zakup przepustki sezonowej jest tańszy niż zakup każdego dodatku oddzielnie.
Twórcy gier nie zawsze używają tego sformułowania. Zestaw wszystkich dodatków dostępny był m.in. po zakupie przepustki do gry Killzone 3.